# Kadarji Rao Scindia
Meherban Shrimant Sardar Kadarji Rao Scindia (o Sindhia) Bahadur (Raolji Sahib) fou subahdar de Malwa amb seu a Ujjain.
El subadar Jankoji Rao Scindia va combatre a la batalla de Panipat el 14 de gener de 1761 i fou fet presoner i executat l'endemà (15 de gener de 1761). Durant dos anys el clan Sindhia va administrar com va poder les seves possessions sense que fos designar un líder. Finalment el 25 de novembre de 1763 el peshwa maratha va designar a Kadarji Rao Scindia, net de Ranoji Rao Scindia i fill del seu quart fill Shrimant Sardar Tukoji Rao Scindia conegut com a Baba Sahib. No obstant va refusar el nomenament; va romandre com a nominal subadar fins a un nou nomenament del peshwa que es va produir el 10 de juliol de 1764 en la persona de Manaji Rao Scindia, net de Sabaji Scindia, potser un fill il·legítim de Ragoji.